# Sjoerd Ars
Sjoerd Adrianus Theodorus Ars, genannt Sjoerd Ars, (* 14. April 1984 in Terborg) ist ein niederländischer ehemaliger Fußballspieler.

## Karriere
Ars begann mit dem Vereinsfußball in der Jugendabteilung von DVC'26. Von hier aus wechselte er dann in die Jugendabteilung des Traditionsvereins Feyenoord Rotterdam. Nachdem ihm hier der Aufstieg in den Profikader nicht gelungen war, entschied er sich den Verein zu verlassen. So wechselte er zum Sommer 2002 zum damaligen niederländischen Erstligisten VBV De Graafschap. Mit diesem Verein stieg er bereits nach einer Spielzeit ab, schaffte aber auch den direkten Wiederaufstieg. Nachdem der Verein zum Sommer 2005 erneut aus der Eredivisie abgestiegen war, verließ Ars den Verein.
Die nachfolgenden sechs Spielzeiten spielte er für diverse niederländische Erst- und Zweitligisten. Zum Sommer 2011 wechselte er in die bulgarische Liga zum Lewski Sofia. Nachdem er hier eine halbe Spielzeit tätig gewesen war, wurde er für die Rückrunde der Spielzeit 2011/12 an den chinesischen Verein Tianjin Teda ausgeliehen.
Zum Sommer 2012 kehrte er zu Lewski Sofia zurück und spielte hier die Hinrunde. Zum Frühjahr 2013 wurde er bis zum Saisonende in die türkische TFF 1. Lig an Torku Konyaspor ausgeliehen. Bei diesem Verein wusste er von Anfang an zu überzeugen und hatte mit seinen acht Toren in 17 Spielen maßgeblichen Anteil daran, dass sein Verein als Playoffsieger in die Süper Lig absteigt. Nach diesem Erfolg konnte sich Ars mit Konyaspor für eine weitere Zusammenarbeit nicht einigen.
Daraufhin wechselte Ars für die neue Saison zum türkischen Zweitligisten Karşıyaka SK.
Im Sommer 2014 kehrte er in seine Heimat zurück und heuerte bei NEC Nijmegen an. Nach mehreren weiteren Stationen, davon eine in Ungarn, beendete er Ende 2018 seine Karriere.

## Erfolge
Mit Konyaspor
- Playoff-Sieger der TFF 1. Lig und Aufstieg in die Süper Lig: 2012/13